# Янош Заполски
Ян Заполски или Ян Заполя е трансилвански войвода и княз, а след битката при Мохач е избран за крал на Унгария на т.нар. Османска Унгария в конкуренция за короната на свети Стефан с императора на Свещената Римска империя Фердинанд I Хабсбургски. Изборът му е потвърден от османския султан Сюлейман Великолепни, който вижда в негово лице стратегически съюзник в похода си срещу Централна Европа.
Ян Заполя е по произход секей. През 1514 година подавя селското въстание на Дьорд Дожа. След смъртта на Уласло II става регент на малолетния Лайош II. Конфликтът му за управлението на Трансилвания с Ищван Батори довежда до сравнително лесното превземане на Белград (1521). След избирането му за крал на Унгария и предвид изглаждане на спора със Свещената Римска империя, поисква ръката на Мария Австрийска в опит за сключване на династичен брак.
През 1529 година с началото на похода на Сюлейман I, завършил с обсадата на Виена, с цел да запази владението си се признава за васал на Османската империя в качеството му на крал на т.нар. Османска Унгария, просъществувала до 1540 година. През 1539 година сключва династичен брак с дъщерята на полско-литовския крал, Изабела Ягелонска, с който акт слага под скиптъра на Полско-литовската държава владението си. От брака се ражда Ян Жигмонд, на който Ян Заполя завещава владението си през 1540 година.